# Courcelles (Territoire de Belfort)
Courcelles is een gemeente met 120 inwoners (2009) in het Franse departement Territoire de Belfort (regio Bourgogne-Franche-Comté). De plaats maakt deel uit van het arrondissement Belfort. In het Elzassisch en het Duits heet de plaats Kurzel.

## Geografie
De oppervlakte van Courcelles bedraagt 5,3 km², de bevolkingsdichtheid is dus 22,6 inwoners per km².
De onderstaande kaart toont de ligging van Courcelles (Territoire de Belfort) met de belangrijkste infrastructuur en aangrenzende gemeenten.

## Demografie
Onderstaande figuur toont het verloop van het inwonertal (bron: INSEE-tellingen).
Beaucourt · Courcelles · Courtelevant · Croix · Delle · Faverois · Fêche-l'Église · Florimont · Joncherey · Lebetain · Lepuix-Neuf · Montbouton · Réchésy · Saint-Dizier-l'Évêque · Thiancourt · Villars-le-Sec
1. ↑  Populations de référence 2022.